# Syllepte ceresalis
Syllepte ceresalis là một loài bướm đêm trong họ Crambidae.